# João do Canto e Castro

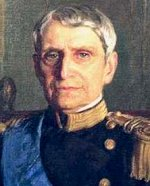
João do Canto e Castro da Silva Antunes

João do Canto e Castro da Silva Antunes [ˈʒu̯ɐ̃u̯ du ˈkɐ̃tu i ˈkaʃtɾu dɐ ˈsiɫvɐ ɐ̃ˈtunɨʃ] (* 19. Mai 1862 in Lissabon; † 14. März 1934 ebenda) war ein portugiesischer Admiral und Politiker, von 1918 bis 1919 Staatspräsident der ersten Republik in Portugal.

## Leben

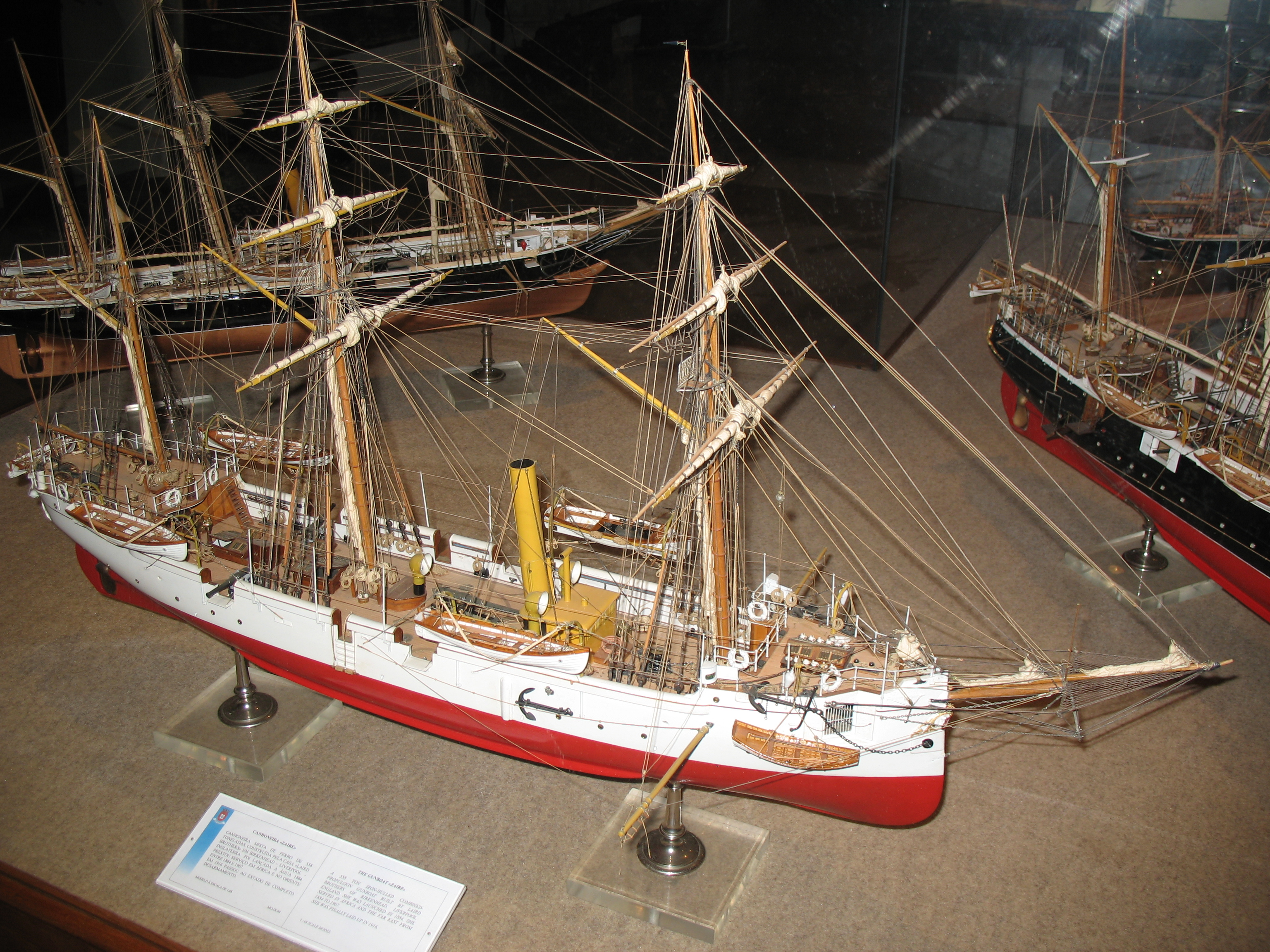
Das Kanonenboot Zaire

1881 tritt do Canto e Castro in die portugiesische Marine ein und besucht zunächst die Marineschule, die er 1883 abschließt. Von 1887 bis 1889 dient er auf dem Kanonenboot Zaire, dessen Kommando er zum Schluss innehat und bereist Macau, Portugiesisch-Timor und Mosambik.
1892 wird er Distriktgouverneur von Lourenço Marques, dem heutigen Maputo, muss diesen Posten aber schon bald krankheitsbedingt aufgeben. 1893 ist er Kommandant des Schiffes, mit dem João Chagas, ein Journalist, der später erster Ministerpräsident der Republik werden sollte, und der wegen seiner republikanischen Ideen in die Kolonien verbannt war, nach Angola transportiert wurde. Er übernimmt danach erneut seinen Gouverneursposten in Lourenço Marques und zeichnet sich bei der Verteidigung des Ortes gegen Aufstände der einheimischen afrikanischen Bevölkerung aus.
Canto e Castro war danach Gouverneur in Angola, erneut Kommandant eines Kanonenbootes, der Diu, und Chef einer Marineschule, einen Posten, den er auch nach der Revolution von 1910 behält, die die portugiesische Monarchie beendete.
1918 tritt er als Marineminister in die Regierung von Sidónio Pais ein. Als dieser am 14. Dezember 1918 ermordet wird, tritt do Canto e Castro kommissarisch seine Nachfolge an. Die alte, von Pais suspendierte Verfassung wird wieder in Kraft gesetzt und damit auch die von Pais abgeschaffte Trennung der Ämter des Präsidenten und des Regierungschefs. João Tamagnini de Sousa Barbosa wird neuer Premierminister, während do Canto e Castro als parteiloser Kompromisskandidat vom portugiesischen Parlament zum Staatspräsidenten gewählt wird.
Die ca. 300 Tage, die Canto e Castro im Amt war, fielen in eine innenpolitisch ausgesprochen turbulente Zeit. In Santarém brach ein radikal-demokratisch republikanischer Aufstand aus, eine Streikwelle legte das Land lahm, das Parlament war gespalten und nicht mehr in der Lage, Regierungsmehrheiten zu bilden, so dass Canto e Castro in der kurzen Zeit, die er im Amt war, vier Ministerpräsidenten ernennen musste.
Zur gefährlichsten Herausforderung während seiner Amtszeit wurde jedoch ein monarchistischer Aufstand unter Hauptmann de Paiva Couceiro, der die Wiedereinführung der Monarchie ausrief. Canto e Castro war zwar selbst offener Anhänger der Monarchie, er war allerdings nicht bereit, seinen auf die republikanische Verfassung geleisteten Amtseid zu brechen, so dass er von de Paiva Couceiro und seinen Anhängern nicht als Staatsoberhaupt anerkannt wurde.
Wegen der verfahrenen innenpolitischen Situation erklärt Canto e Castro bereits im Juni 1919 seinen Rücktritt, kann aber vom Parlament überredet werden, zunächst im Amt zu bleiben. Im Oktober tritt er dann doch zurück, das Parlament wählt António José de Almeida zu seinem Nachfolger.
Nach seinem Rücktritt wird Canto e Castro zum Admiral befördert und dient danach als Vorsitzender des Oberen Disziplinarrates der portugiesischen Marine.
João do Canto e Castro war einmal verheiratet und hatte drei Kinder.